# Shropshire

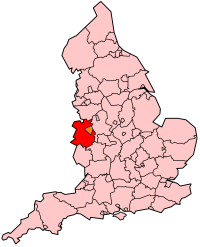
Localización del condado de Shropshire (rojo), con la autoridad unitaria de Telford & Wrekin en naranja

Shropshire /ˈʃrɒpˌʃə/ (abreviado Salop o Shrops) es uno de los cuarenta y siete condados de Inglaterra, Reino Unido, con capital en Shrewsbury. Ubicado en la región Midlands del Oeste, limita al norte con Cheshire, al este con Staffordshire, al sur con Worcestershire y Herefordshire, y al oeste y noroeste con Gales. Tiene un área de 3487 km² y una población de 473 900 habs. (2015).
Localizada en la zona este del condado se halla una autoridad unitaria, Telford & Wrekin, donde se ubica su villa más grande, Telford. El resto del condado era una autoridad de dos niveles dividida entre cinco distritos, pero desde el 1 de abril de 2009 es una autoridad unitaria también.
Shropshire es atravesada por el río Severn, que divide la región en dos partes. Su zona norte es un terreno llano y apto para los cultivos, mientras que la zona sur es un terreno elevado, donde se encuentra el Área de Destacada Belleza Natural de las colinas de Shropshire.

## Nombre
Durante algunos siglos, el condado recibió el nombre oficial de "Salop", derivado del antiguo nombre de la capital, "Salopesbiry". En 1888 se estableció el consejo del condado bajo el nombre de "Consejo del condado de Salop". El nombre no fue nunca popular y en 1980 el consejo se renombró como "Consejo del condado de Shropshire". Sin embargo, el término "Salopian", derivado de "Salop", aún se usa para denominar algo que procede de Shropshire.
El 25 de julio de 1995, Stephen P. Laurie, astrónomo de la villa de Shropshire de Church Stretton, descubrió un asteroide. Le dio el nombre de (7603) Salopia, conmemorando el nombre en latín del condado, Salopia.

## Economía
Su economía se basa en la ganadería y la agricultura. Se elabora un queso azul que lleva el nombre del condado, pero fue inventado en la ciudad de Inverness en el norte de Escocia. Por eso, su nombre sirve solamente para asociarlo con un condado rural. La Clun Forest Sheep (Oveja del Bosque de Clun) es una variedad de oveja del bosque cerca de la villa de Clun, en el suroeste de Shropshire. Fue introducida en Nueva Escocia (Canadá) en 1970, y ahora es criada en toda América del Norte, incluso en Hawái.
También posee industrias metalúrgicas. Este condado es la "capital geológica" de Gran Bretaña ya que todos los tipos de roca que se encuentran en el norte de Europa están presentes en Shropshire. Esto incluye depósitos de carbón, cobre y plomo. Además, el río Severn, que atraviesa el condado, se utilizó como medio de transporte de mercancías y servicios.

## Población

### Raza

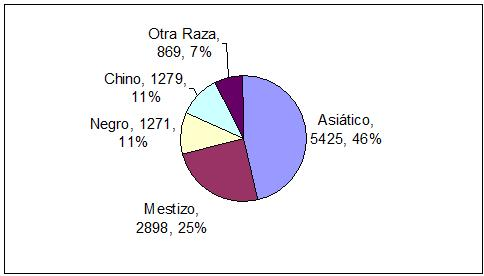
Gráfico de sectores de las minorías (no de raza blanca) en Shropshire (incluso Telford & Wrekin)

La población de Shropshire es principalmente blanca (97,34 %) y británica (95,78 %). La segunda categoría mayor es asiática (1,23 %), ubicados principalmente en Telford & Wrekin.
Cantidades en Telford & Wrekin están entre paréntesis.
- Total: 441 498 (158 325)

- Blancos: 429 756 (150 014)
  - Británicos: 422 859 (147 314)
  - Irlandeses: 2493 (1061)
  - Otros: 4404 (1639)

- Mestizos: 2898 (1728)
  - Blanco y negro del Caribe: 1339 (935)
  - Blanco y negro africano: 184 (108)
  - Blanco y asiático: 815 (452)
  - Otro: 560 (233)

- Asiáticos: 5425 (4586)
  - Indios: 3052 (2623)
  - Pakistaníes: 1741 (1 598)
  - Bengalí: 242 (98)
  - Otros: 390 (267)

- Negros: 1271 (928)
  - del Caribe: 701 (567)
  - africanos: 414 (263)
  - otros: 156 (98)

- Chinos: 1279 (542)

- Otros: 869 (527)

### Religión

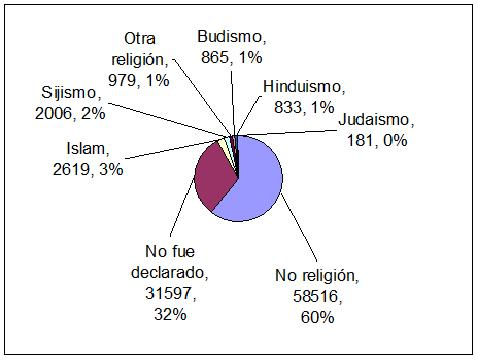
Gráfico de sectores de las minorías por religión (no cristiana) en Shropshire (incluso a Telford & Wrekin)

Debido a su población que es principalmente nativa, la mayoría de Shropshire es cristiana (77,89 %). Solamente 1,7 % de la población es de una religión distinta del cristianismo, principalmente en Telford & Wrekin. En los censos británicos, las preguntas sobre religión no son obligatorias.
Las cantidades entre paréntesis indican la población de Telford & Wrekin.
- Total: 441 498 (158 325)

- Cristianismo: 343 924 (117 573)

- Sin religión: 58 516 (23 866)

- No declarada: 31 597 (11 553)

- Islam: 2619 (2030)

- Sijismo: 2006 (1853)

- Otra religión: 979 (349)

- Budismo: 865 (418)

- Hinduismo: 833 (641)

- Judaísmo: 181 (64)

## Geografía

### Física

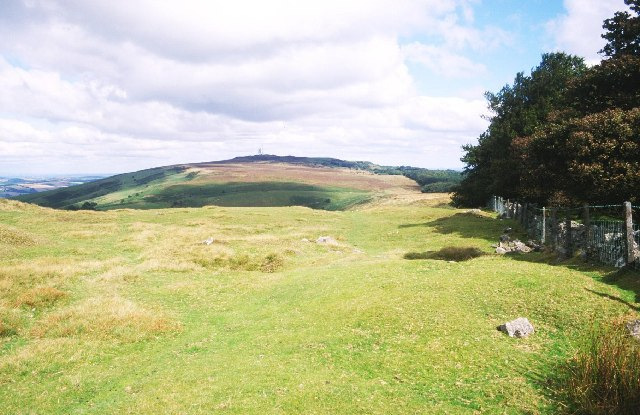
Brown Clee Hill es la colina más alta en Shropshire (540 metros)

El río Severn, el río más largo del Reino Unido, atraviesa el condado. Las villas de Shrewsbury, Bridgnorth y Ironbridge fueron fundados al lado del río. El río Tern en el noroeste del condado corre en la villa de Market Drayton y el río Teme al lado de Ludlow. El río Vyrnwy empieza en Gales y es brevemente la frontera entre Inglaterra y Gales después de entrar Shropshire. El Tern, el Teme y el Vyrnwy son tributarios del Severn. Uno de los arroyos principales del río Severn es el Rea Brook, que empieza en el oeste del condado y discurre durante 32 kilómetros hasta el centro de Shrewsbury, donde se junta al río. Uno de los barrios en el suroeste de Shrewsbury lleva su nombre. El río Dee, y su tributario que se llama Ceiriog, son parte de la frontera entre Shropshire y Clwyd.
No hay ninguna montaña en Shropshire, pero la colina más alta es Brown Clee Hill (La Colina Marrón de Clee), con una altura de 540 metros. 
 El Wrekin es el punto más alto en la autoridad unitaria de Telford & Wrekin, con 407 metros. Según un mito local, fue levantado por dos gigantes cuando se estaban construyendo una nueva casa. Desde 1958 las Colinas de Shropshire son una Área de Destacada Belleza Natural, situada principalmente en la suroeste del condado, que incluye el Wrekin y Brown Clee Hill. Wenlock Edge es un valle de geología caliza situado en el sureste del condado, cerca del pueblo de Much Wenlock. Fue creado hace 400 millones años, y contiene fósiles de coral y trilobita.

### Villas

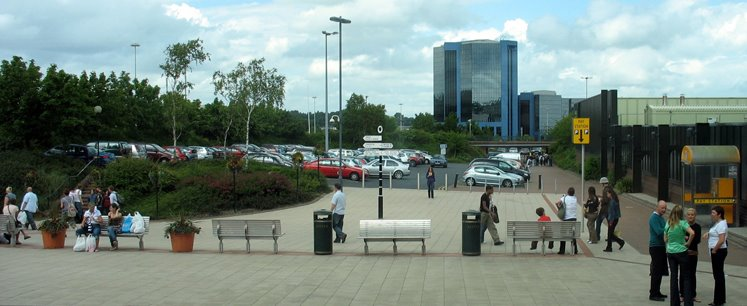
El centro commercial de Telford, la villa más grande en Shropshire

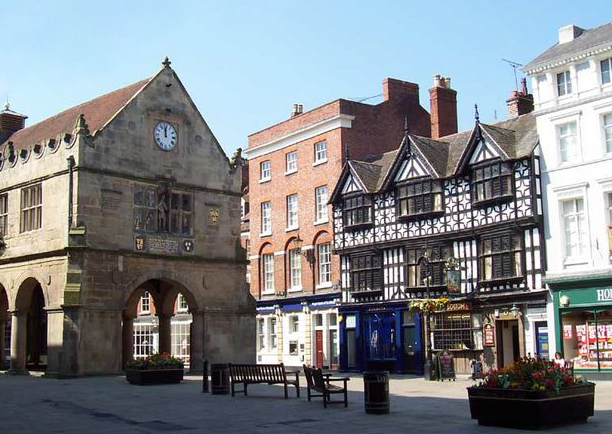
La plaza de la capital, Shrewsbury.

Shropshire es uno de los condados ingleses más rurales. Aunque la capital está situada en Shrewsbury, la villa de Telford, en el este, es la más poblada. El condado posee 22 villas, incluyendo cuatro en la nueva villa de Telford. La villa más pequeña en Shropshire es Clun, con una población de 642 habitantes. Seis pueblos cuentan con más habitantes que Clun, el mayor de ellos es Bayston Hill. Con una población de 5247 habitantes, es la décima localidad más grande del condado.
No hay ninguna ciudad en Shropshire.
- Telford (138 241) incluye a:
  - Wellington (20 430)[19]
  - Madeley (17 935)[20]
  - Dawley (11 399)[21]
  - Oakengates (8 517)[22]
- Shrewsbury (capital del condado) (70 560)
- Oswestry (15 613)
- Bridgnorth (12 212)
- Newport (en la autoridad unitaria de Telford & Wrekin) (10 814)
- Ludlow (10 500)
- Market Drayton (10 407)
- Whitchurch (8907)
- Shifnal (7904)
- Bayston Hill (pueblo) (5247)
- Wem (5142)
- Broseley (4192)
- Church Stretton (4186)
- Albrighton (pueblo) (4157)
- Pontesbury (pueblo) (3500)
- Ellesmere (3223)
- Prees (pueblo) (2688)
- Much Wenlock (2605)
- Craven Arms (2289)
- Cleobury Mortimer (1962)
- Bishop's Castle (1630)
- Ruyton-XI-Towns (pueblo) (1500)
- Baschurch (1475)
- Clun (692)

## Lugares de interés
Viroconium era una ciudad romana cerca del pueblo actual de Wroxeter, al este de Shrewsbury  Fue fundada en el año 48 y era la cuarta ciudad más grande en Inglaterra, con 6000 pobladores. Después del dominio romano, era la capital del reino celta de Powys. Viroconium fue abandonada entre los años de 500 y 650. En el límite occidental del condado se encuentra la antigua muralla de Offa, el rey del reino antiguo de Mercia de 757 hasta 796.
En el condado se conservan castillos de la época de los normandos (siglos XI y XII). La mayoría fueron construidos para sustituir los fuertes de madera de los sajones. Los castillos eran importantes porque Shropshire está cerca de la frontera con Gales, que era un país enemigo de Inglaterra. El Castillo de Shrewsbury, en arenisca roja, es el castillo mejor preservado y fue abierto al público en 1926. Es también el museo del regimiento de Shropshire. El Castillo de Ludlow era propiedad de la Corona inglesa en los siglos XV y XVI. El rey Eduardo V de Inglaterra y su hermano Ricardo haitaron en el castillo antes de su muerte en 1483 en la Torre de Londres. Arturo Tudor, el heredero del rey Enrique VII de Inglaterra, murió en el castillo el 2 de abril de 1502, después de su boda con Catalina de Aragón. Cuando era joven, la reina María I de Inglaterra pasó tres inviernos en el castillo.
En Telford se localiza Coalbrookdale, localidad en la que se inició la Revolución industrial. En 1779 en Ironbridge, también en Telford, se construyó el primer puente de hierro de la historia, sobre el río Severn. Fue diseñado por Abraham Darby y es Patrimonio de la Humanidad. Blists Hill es un museo al aire libre de la vida en Shropshire durante el siglo XIX.
El primer edificio con una estructura de hierro se levantó en Ditherington, un barrio en el norte de Shrewsbury, en 1797. Se llama el Flaxmill (El Molino de Lino).

## Deporte

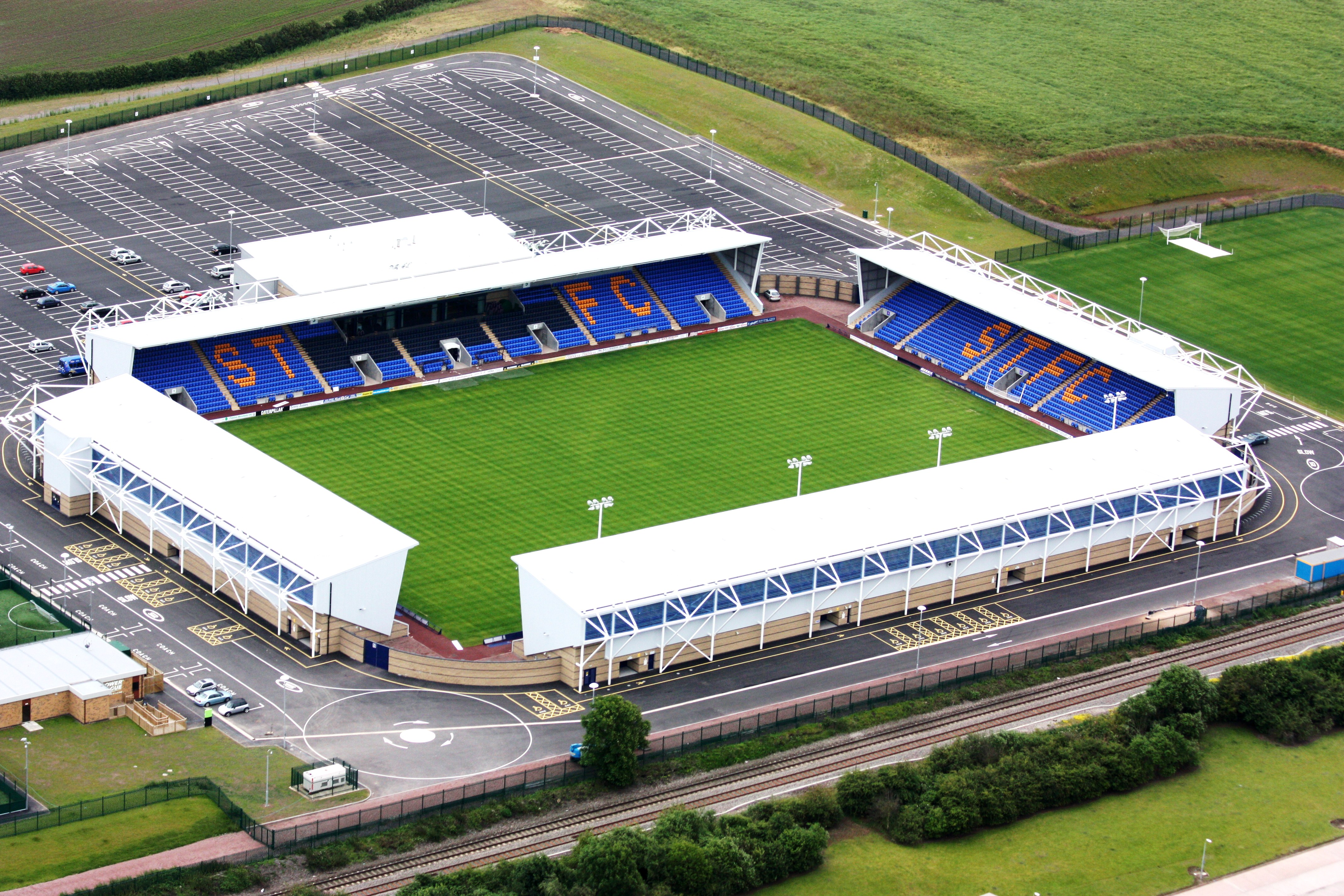
El estadio del Shrewsbury Town Football Club desde 2007.

El único club de fútbol profesional en Shropshire es el Shrewsbury Town Football Club de la Football League One, el tercer nivel de fútbol inglés. El Shrewsbury Town fue fundado en 1886 y pasó a formar parte de la división del norte de la Football League One en 1950. El club fue relegado a la Conference National en 2003 pero volvió después de una temporada. El segundo mejor club en Shropshire es el Association Football Club Telford United de la Conference National, el quinto nivel de fútbol en Inglaterra. El Oswestry Town Football Club fue fundado en 1860 y por eso es más antiguo que el club profesional más antiguo, el Notts County. Debido a su ubicación al lado de la frontera, el Oswestry jugaba en torneos galeses y en 2003 se unió con el club galés The New Saints Football Club pero juega todavía en Oswestry en la Liga de Gales.

El Shropshire County Cricket Club, fundado en 1956, juega en una liga menor del County Championship.